# Proteazom
Proteazomi su proteinski kompleksi prisutni kod svih eukariota i archaea, i kod nekih bakterija. Kod eukariota, oni se nalaze u jedru i citoplazmi. Glavna funkcija proteazoma je razgradnja nepotrebnih ili oštećenih proteina putem proteolize, hemijske reakcije kojom se razlažu peptidne veze. Enzimi koji izvode ovu reakcije se zovu proteaze. Proteazomi su deo velikog mehanizma kojim ćelije regulišu koncentraciju pojedinih proteina i razgrađuju nepravilno savijene proteine. Proces degradacije proizvodi peptide sa oko sedam do osam aminokiselina, koji se zatim dalje razrađuju u aminokiseline i koriste u sintezi novih proteina. Proteini se obeležavaju za degradaciju malim proteinom zvanim ubikvitin. Reakcija obeležavanja je katalizovana enzimima ubikvitinskim ligazama. Vezivanje jednog ubikvitina na protein je signal drugim ligazama da vežu dodatne molekule ubikvitina. Rezultat je poliubikvitinski lanac za koji se vezuje proteazom, čime se omogućava degradacija ciljnog proteina.
Po strukturi, proteazom je cilindrični kompleks koji sadrži „jezgro” od četiri naslagana prstena koji čine središnju poru. Svaki prsten sačinjen je od sedam pojedinačnih proteina. Unutrašnja dva prstena napravljena su od sedam β podjedinica koje sadrže tri do sedam aktivnih mesta proteaze. Ta mesta nalaze se na unutrašnjoj površini prstenova, tako da ciljni protein mora da uđe u centralnu pora pre nego što se razgradi. Svaka dva spoljna prstena sadrže sedam α podjedinica čija je funkcija održavanje „kapije” kroz koju proteini ulaze u barel. Ove α podjedinice su kontrolisane vezivanjem za „zaklapajuće” strukture ili regulatorne čestice koje prepoznaju poliubikvitinske oznake vezane za proteinske supstrate i pokreću proces razgradnje. Celokupni sistem ubikvitacije i proteazomske razgradnje poznat je pod nazivom ubikvitin-proteazomski sistem.
Put proteazomske razgradnje je važan za mnoge ćelijske procese, uključujući ćelijski ciklus, regulaciju ekspresije gena i response na oksidativni stres. Važnost proteolitičke razgradnje unutar ćelija i uloge ubikvitina u proteolitičkim putevima bila je naglašena dodeljivanjem Nobelove nagrade za hemiju 2004. godine Aronu Čihanoveru, Avramu Heršku i Irvinu Rouzu.

## Otkriće
Pre otkrića ubikvitinskog proteazomnog sistema, smatralo se da se razgradnja proteina u ćelijama uglavnom oslanja na lizozome, organele vezane za membranu sa kiselim i proteaznim unutrašnjostima, koje mogu da razgrade i potom recikliraju egzogene proteine i stare ili oštećene organele. Međutim, rad Džozefa Etlingera i Alfreda Goldberga iz 1977. godine na ATP-zavisnoj razgradnji proteina u retikulocitima, kojima nedostaju lizozomi, sugerisao je prisustvo drugog mehanizma unutarćelijske degradacije. Za taj proteinski sistem je pokazano 1978. godine da je sačinjen od nekoliko različitih lanca proteina, što je bila novina među proteazama u to vreme. Kasniji rad na modifikaciji histona doveo je do identifikacije neočekivane kovalentne modifikacije proteina histona vezom između lizinskog bočnog lanca histona i -terminusnog glicinskog ostatka ubikvitina, proteina koji nije imao poznatu funkciju. Zatim je otkriveno da je prethodno identifikovani protein povezan sa proteolitičkom razgradnjom, poznat kao faktor proteolize 1 zavisan od ATP-a (APF-1), isti protein kao i ubikvitin. Proteolitičke aktivnosti ovog sistema izolovane su kao multiproteinski kompleks koji su Šervin Vilk i Marion Orlovski nazvali multikatalitičkim proteinaznim kompleksom. Kasnije je otkriven ATP-zavisni proteolitički kompleks koji je odgovoran za razgradnju proteina zavisnih od ubikvitina i nazvan je 26S proteazom.
Veliki deo ranog rada koji je doveo do otkrića ubikvitin proteazomnog sistema odvio se krajem 1970-ih i početkom 1980-ih u Tehnionu u laboratoriji Avrama Herška, gde je Aron Čihanover radio kao postdiplomski student. Herškovo jednogodišnje gostovanje u laboratoriji Irvina Rouza u Foks Čejsovom centru za kancer pružilo je ključne konceptualne spoznaje, mada je Rouz kasnije umanjivao svoju ulogu u otkriću. Njih troje su podelili Nobelovu nagradu za hemiju 2004. godine za njihov rad na otkrivanju ovog sistema.
Elektronsko mikroskopski podaci koji su otkrili prstenastu strukturu naslaganih prstenova proteazoma postali su dostupni sredinom 1980-ih, dok je prva struktura jezgrenog dela proteazoma rešena pomoću rendgenske kristalografije 1994. godine.

## Struktura i organizacija
Proteazomske podkomponente često se nazivaju po njihovim Svedbergovim koeficijentima sedimentacije (označenim sa S). Proteazom koji se isključivo koristi kod sisara je citosolni 26S proteasom, koji ima molekulsku masu od oko 2000 kilodaltona (kDa) i sadrži jednu 20S proteinsku podjedinicu i dve 19S regulatorne podjedinice. Jezgro je šuplje i pruža zatvorenu šupljinu u kojoj se proteini razgrađuju; otvori na dva kraja jezgra omogućavaju ulazak ciljnog proteina. Svaki kraj jezgra je udružen sa 19S regulatornom podjedinicom koja sadrži više aktivnih mesta ATPaze i mesta vezanja ubikvitina. Ta struktura prepoznaje poliubikvitinirane proteine i prenosi ih u katalitičko jezgro. Jedan alternativni oblik regulatorne podjedinice, koji se naziva 11S deo, može se povezati s jezgrom na isti način kao i 19S deo. Deo 11S može da igra ulogu u razgradnji stranih peptida, kao što su oni koji nastaju nakon virusne infekcije.

### 20deo jezgra
Broj i raznolikost podjedinica sadržanih u 20S jezgrenim delovima zavisi od organizma; broj različitih i specijalizovanih podjedinica je veći u višećelijskim nego u jednoćelijskim organizmima, i veći je kod eukariota nego kod prokariota. Svi 20S delovi se sastoje od četiri složene heptamerne prstenaste strukture koje su i same sastavljene od dve različite vrste podjedinica; α podjedinice su strukturne prirode, dok su β podjedinice pretežno katalitičke. α podjedinice su pseudoenzimi koji su homologni β podjedinicama. One su skolopljene sa svojim N-terminusima u blizini onih sa β podjedinica. Spoljašnja dva prstena u snopu se sastoje od sedam α podjedinica koje služe kao domeni za pozicioniranje regulatornih delova, a alfa podjedinični N-terminusi (Pfam PF10584) formiraju kapije koje blokiraju neregulisani pristup supstrata unutrašnjosti šupljine. Unutarnja dva prstena sastoje se od sedam β podjedinica svaki i u njihovim N-terminusima su sadržana aktivna mesta proteaze koja izvode reakcije proteolize. U pročišćenom kompleksu su identifikovane tri različite katalitičke aktivnosti: hidroliza slična himotripsinu, tripsinu i peptidilglutamil-peptidu. Veličina proteazoma je relativno konzervisana i iznosi oko 150 angstrema (Å) sa 115 Å. Unutrašnja komora je široka najviše 53 Å, dok ulaz može biti uzak sa samo 13 Å, što ukazuje na to da se proteini supstrata moraju barem delimično razvući da bi se ušli.
U arhejama kao što je Thermoplasma acidophilum, sve α i sve β podjedinice su identične, dok eukariotski proteazomi poput onih u kvascu sadrže sedam različitih vrsta svake podjedinice. Kod sisara su podjedinice β1, β2 i β5 katalitičke; iako imaju zajednički mehanizam, one imaju tri različite supstratne specifičnosti koje se smatraju sličnim himotripsinu i tripsinu, kao i peptidil-glutamil peptidnoj hidrolizi (PHGH). Alternativni β oblici, koji su označeni sa β1i, β2i i β5i, mogu biti izraženi u hematopoetskim ćelijama kao odgovor na izloženost proinflamatornim signalima, kao što su citokini, naročito interferonu gama. Proteazom sastavljen od ovih alternativnih podjedinica poznat je pod nazivom imunoproteazom, i njegova je specifičnost supstrata izmenjena u odnosu na normalan proteazom. Nedavno je identifikovan alternativni proteazom u ljudskim ćelijama kojima nedostaje α3 podjedinica jezgra. Ovi proteazomi (poznati kao α4-α4 proteazomi) umesto toga formiraju 20S delove jezgra koje sadrže dodatnu α4 podjedinicu umesto nedostajuće α3 podjedinice. Za ove alternativne 'a4-a4' proteazome je ranije bilo poznato da postoje u kvascu. Iako je precizna funkcija ovih proteazomskih izoformi još uvek u velikoj meri nepoznata, ćelije koje izražavaju te proteazome pokazuju pojačanu otpornost na toksičnost indukovanu metalnim jonima, poput kadmijuma.

### 19regulatorni deo
Deo 19S se kod eukariota sastoji se od 19 pojedinačnih proteina i deli se na dva podsklopa, bazu sa 9 podjedinica koja se veže direktno na α prsten jezgrenog dela 20S i poklopac sa 10 podjedinica. Šest od devet proteina baze su ATPazne podjedinice iz porodice AAA, a evolucijski homolog ovih ATPaza postoji kod arheja, koji se naziva PAN (nukleotidaza koja aktivira proteazom). Asocijacija 19S i 20S delova zahteva vezanje ATP-a na podjedinice ATPaze 19S, i neophodna je hidroliza ATP da bi sastavljeni kompleks razgradio sklopljene i ubikvitinisane proteine. Jedino korak rasklapanja supstrata zahteva energiju ATP hidrolize, dok samo vezanje ATP-a može da podržava sve ostale korake potrebne za razgradnju proteina (npr. sklapanje kompleksa, otvaranje kapija, translokacija i proteoliza). Zapravo, vezanje ATP-a na ATPaze samo po sebi podržava brzu razgradnju nesklopljenih proteina. Međutim, iako je potrebna hidroliza ATP-a samo za rasklapanje, još nije jasno da li se ta energija možda koristiti u sprezanju nekih od ovih koraka.
Godine 2012, dva nezavisna napora rasvetlila su molekularnu arhitekturu 26S proteazoma elektronskim mikroskopijom sa jednom česticom. Tokom 2016. godine, tri nezavisna napora utvrdila su prvu strukturu u skoro atomskoj rezoluciji ljudskog  proteazoma u odsustvu supstrata primenom krio-EM. U 2018. godini, nakon velikih napora su utvrđeni detaljni mehanizmi deubikvitacije, inicijacije translokacije i procesivnog rasklapanja supstrata, simultanim određivanjem sedam atomskih struktura 26S proteazoma tokom delovanja na supstrat. U srcu 19S-a, neposredno pored 20S-a, nalaze se AAA-ATPaze (AAA proteini) koji se formiraju u heteroheksamerni prsten reda Rpt1/Rpt2/Rpt6/Rpt3/Rpt4/Rpt5. Ovaj prsten je trimer dimera: Rpt1/Rpt2, Rpt6/Rpt3 i Rpt4/Rpt5 se dimerizuju preko njihovih namotanih zavojnica N-terminusa. Ove namotane zavojnice strše iz heksamernog prstena. Najveće regulatorne čestice, ne-ATPaze Rpn1 i Rpn2, vezuju se za vrhove Rpt1/2 i Rpt6/3, respektivno. Ubikvitinski receptor Rpn13 se vezuje za Rpn2 i dovršava bazni potkompleks. Poklopac pokriva polovinu AAA-ATPaze heksamera (Rpt6/Rpt3/Rpt4) i neočekivano direktno je u kontaktu sa 20S preko Rpn6 i u manjem obimu sa Rpn5. Podjedinice Rpn9, Rpn5, Rpn6, Rpn7, Rpn3 i Rpn12, koje su strukturno povezane između sebe i podjedinicama  kompleksa i eIF3 (stoga se nazivaju PCI podjedinice) sastavljaju se u konstrukciju sličnu potkovici koja obuhvata Rpn8/Rpn11 heterodimer. Rpn11, deubikinirajući enzim, smešta se na ulazu AAA-ATPaznog heksamera, idealno je postavljen za uklanjanje ubikvitinskih delova neposredno pre translokacije supstrata u 20S. Drugi ubikvitinski receptor identifikovan do danas, Rpn10, smešten je na obodu poklopca, u blizini podjedinica Rpn8 i Rpn9.

### Konformacione promene 19dela
Uočena je 19S regulatorna čestica unutar 26S proteazomskog holoenzima u šest znatno različitih konformacijskih stanja u odsustvu supstrata. Prepoznatljivo svojstvo konfiguracije AAA-ATPaze u ovom preovlađujućem stanju niske energije je raspored AAA domena nalik na stepenice. U prisustvu ATP-a kad je supstrat odsutan, 19S poprima manje zastupljene konformacije koje se privenstveno razlikuju u poziciji poklopca u odnosu na AAA-ATPazni modul. U prisustvu ATP-gS ili supstrata primećeno je znatno više konformacija koje pokazuju dramatične strukturne promene AAA-ATPaznog modula. Neke konformacije sa vezanim supstratom imaju veliku sličnost sa onima bez supstrata, ali nisu potpuno identične, posebno u modulu AAA-ATPaze. Pre sklapanja 26S, regulatorna čestica 19S u slobodnom obliku takođe je primećena u sedam konformacijskih stanja. Svi ti konformeri su donekle drugačiji i imaju različite karakteristike. Tako, regulaciona čestica 19S može da poprimi najmanje 20 konformacijskih stanja pod različitim fiziološkim uslovima.

### Regulacija 20pomoću 19dela
Regulatorna čestica 19S odgovorna je za podsticanje 20S na razgradnju proteina. Primarna funkcija regulatornih ATPaza 19S je otvaranje kapije u 20S koja blokira ulazak supstrata u komoru za razgradnju. Nedavno je rasvetljen mehanizam kojim proteazomalna ATPaza otvara ovu kapiju. Za otvaranje 20S vrata i time degradaciju supstrata neophodni su C-termisi proteazomalnih ATPaza, koji sadrže specifičan motiv (tj. HbYX motiv). ATPazni C-terminusi se vežu u otvore u vrhu 20S, i pretvaju ATPazni kompleks u 20S proteolitički kompleks, spajajući na taj način deo za rasklapanje supstrata sa 20S razgradnom mašinom. Vezivanje ovih C-terminusa u ove otvore na 20S samo po sebi podstiče otvaranje kapije u 20S-u na isti način na koji „ključ u bravi” otvara vrata. Precizan način funkcionisanja ovog mehanizma „ključa i brave” je strukturno rasvetljen u kontekstu ljudskog  proteazoma do blizu atomske rezolucije, i iz toga proizilazi da je umetanje pet C-terminusa ATPaznih podjedinica Rpt1/2/3/5/6 u otvore na površini 20S neophodno za potpuno otvaranje 20S kapije.

### Drugi regulatorni delovi
proteazomi se takođe mogu povezati sa drugom vrstom regulatorne čestice, 11S regulatornom česticom, heptamernom strukturom koja ne sadrži ATPaze i može da promoviše razgradnju kratkih peptida, ali ne i kompletnih proteina. Pretpostavlja se da je to zbog toga što kompleks ne može da rasklopi veće supstrate. Ova struktura je takođe poznata kao PA28, REG ili PA26. Mehanizmi pomoću kojih se on veže za jezgro čestica kroz C-terminalne repove svojih podjedinica i indukuje promene konformacija α-prstena za otvaranje kapije 20S sugerirašu sličan mehanizam za česticu 19S. Izražavanje 11S čestice je indukovano interferonom gama i odgovorno je, zajedno sa imunoproteazomskom β podjedinicama, za stvaranje peptida koji se vežu za glavni kompleks histokompatibilnosti.
Još jedan tip ne-ATPaznih regulatornih čestica je Blm10 (kvasac) ili PA200/PSME4 (čovek). On otvara se samo jednu α podjedinicu u kapiji 20S i sam se sklapa u kupolu s vrlo malom porom na vrhu.

## Konstrukcija
Sastavljanje proteazoma je složen proces zbog broja podjedinica koje se moraju povezati da bi se formirao aktivni kompleks. β podedinice su sintetisane sa -terminalnim „propeptidima” koji su posttranslaciono modifikovani tokom sastavljanja 20S čestice kako bi se izložilo aktivno proteolitičko mesto. Čestica 20S sastavljena je iz dva poluproteazoma, od kojih se svaki sastoji od sedmočlanog pro-β prstena pričvršćenog na sedmočlani α prsten. Associjacija β-prstenova dva poluproteazoma pokreće autolizu propeptida zavisnu od treonina, kako bi se izložilo aktivno mesto. Ove β interakcije posreduju uglavnom soni mostovi i hidrofobne interakcije između sačuvanih alfa heliksa čiji poremećaj mutacijom onemogućava sposobnost sklapanja proteazoma. Sastavljanje poluprotezoma započinje sastavljanjem α podjedinica u njihov heptamerni prsten, tvoreći šablon za pridruživanje odgovarajućeg pro-β prstena. Sklop α podjedinica nije okarakterisan.
Tek nedavno je proces sastavljanja regulatorne čestice 19S u velikoj meri rasvetljen. Regulatorna čestica 19S formira se kao dve zasebne potkomponente, baza i poklopac. Sastavljanje osnovnog kompleksa je omogućeno pomoću četiri montažna šaperona, Hsm3/S5b, Nas2/p27, Rpn14/PAAF1 i Nas6/gankirin (ova imena su za kvasac/sisare). Ovi montažni šaperoni se vezuju za podjedinice AAA-ATPaze i izgleda da je njihova glavna funkcija obezbeđivanje pravilnog sklapanja heteroheksamernog AAA-ATPaznog prstena. Do danas se još vode rasprave da li se osnovni kompleks sastavlja odvojeno, da li je sklapanje posredovano osnovnom česticom 20S kao šablonom, ili postoje alternativni putevi montaže. Pored četiri montažna šaperona, deubikvitacioni enzim Ubp6/Usp14 takođe pospešuje konstruisanje baze, ali nije esencijalan. Poklopac se sastavlja odvojeno specifičnim redosledom i ne zahteva montažne šaperone.

## Proces proteinske degradacije

### Ubikvitinacija i ciljanje
Proteini su ciljani za razgradnju proteazomom putem kovalentne modifikacije lizinskog ostatka koja zahteva koordinirane reakcije tri enzima. U prvom koraku enzim koji aktivira ubikvitin (poznat kao E1) hidrolizuje ATP i adinililuje molekul ubikvitina. Zatim se to prenosi do cisteinskog ostatka aktivnog mesta E1 u kombinaciji sa adenililacijom drugog ubikvitina. Ovaj adinilirani ubikvitin se zatim prenosi na cistein drugog enzima, ubikvitin-konjugirajućeg enzima (E2). U poslednjem koraku, član visoko raznovrsne klase enzima poznatih kao ubikvitinske ligaze (E3) prepoznaje specifični protein koji treba da bude ubikvitiran i katalizuje prenos ubikvitina iz E2 na taj ciljni protein. Ciljni protein mora biti obeležen sa najmanje četiri monomera ubikvitina (u obliku poliubikvitinskog lanca) pre nego što ga poklopac proteazoma može prepoznati. Stoga E3 ovom sistemu daje supstratnu specifičnost. Broj izraženih proteina E1, E2 i E3 zavisi od organizma i ćelijskog tipa. Kod ljudi je prisutno mnogo različitih E3 enzima, što ukazuje na to da postoji ogroman broj meta za ubikvitin proteazomski sistem.
Mehanizam kojim se poliubikvitinirani protein cilja do proteazoma nije u potpunosti razjašnjen. Nekoliko snimaka visoke rezolucije proteazoma vezanog za polubikvitinirani protein sugeriše da receptori ubikvitina mogu biti koordinirani sa deubikvitinazom Rpn11 za početno ciljanje i angažovanje supstrata. Proteini ubikvitinskog receptora imaju -terminalni domen sličan ubikvitinu (UBL) i jedan ili više domena povezanih sa ubikvitinom (UBA). UBL domene prepoznaju 19S proteazomne kape, i UBA domeni vezuju ubikvitin preko triheliksnog snopa. Ovi receptorski proteini mogu da prate poliubikvitinirane proteine do proteazoma, mada su specifičnosti ove interakcije i njena regulacija nejasni.
Sam protein ubikvitin dugačak je 76 aminokiselina i dobio je ime po svojoj sveprisutnoj prirodi, jer ima visoko očuvanu sekvencu i nalazi se u svim poznatim eukariotskim organizmima. Geni koji kodiraju ubikvitin u eukariotama su raspoređeni u tandemskim ponavljanjima, verovatno zbog velike transkripcione potražnje za ovim genom da se proizvede dovoljno ubikvitina za ćeliju. Predloženo je da je ubikvitin najsporije evoluirajući protein identifikovan do danas. Ubikvitin sadrži sedam ostataka lizina na koje se može ligirati drugi ubikvitin, što rezultira različitim tipovima poliubikvitinskih lanaca. Lanci u kojima je svaki dodatni ubikvitin povezan sa lizinom 48 prethodnog ubikvitina imaju ulogu u proteazomskom ciljanju, dok druge vrste lanaca mogu biti uključene u druge procese.

### Rasklapanje i translokacija
Nakon što je protein ubikvitiniran, prepoznaje ga 19S regulatorna čestica u koraku vezivanja koji zavisi od ATP vezivanja. Supstratni protein tada mora da uđe u unutrašnjost  čestice da bi došao u kontakt sa proteolitičkim aktivnim mestima. Pošto je središnji kanal čestice 20S sužen i zatvoren N-terminalnim repovima podjedinica α prstena, supstrat mora da poprimi delimično razvijenu konformaciju pre nego što uđu u jezgro. Prelazak nerasklopljenog supstrata u jezgro naziva se translokacija i nužno se dešava nakon deubikvitacije. Međutim, još uvek nije jasan redosled u kojem supstrati bivaju deubikvitirani i rasklopljeni. Koji od ovih procesa je korak ograničavanja brzine u celokupnoj reakciji proteolize zavisi od specifičnog supstrata; za neke proteine proces rasklapanja ograničava brzinu, dok je deubikvitacija najsporiji korak za druge proteine. Smatra se da mera u kojoj se supstrati moraju rasklopiti pre translokacije iznosi oko 20 aminokiselinskih ostataka po atomskoj strukturi 26S proteazoma u stanju kompatibilnom s deubikvitacijom, mada je znatna tercijarna struktura, a posebno nelokalne interakcije kao što su disulfidne veze, mogu da budu dovoljne da se inhibira razgradnja. Takođe je predloženo da prisustvo intrinzično neuređenih proteinskih segmenata dovoljne veličine, bilo na kraju proteina ili u unutrašnjosti, može da olakša efikasno započinjanje razgradnje.
Kapija formirana od α podjedinica sprečava da peptidi duži od oko četiri ostatka uđu u unutrašnjost  čestice. ATP molekuli vezani pre inicijalnog koraka prepoznavanja se hidroliziraju pre translokacije. Dok je energija potrebna za rasklapanje supstrata, ona nije neophodna za translokaciju. Formirani 26S proteazom može da razgradi rasklopljene proteine u prisustvu ATP analoga koji se ne hidrolizuje, ali ne može da razgradi sklopljene proteine, što je indikacija da se energija iz hidrolize ATP koristi za rasklapanje supstrata. Do prolaska nerasklopljenog supstrata kroz otvorenu kapiju dolazi putem olakšane difuzije, ako je 19S kapa u stanju vezanom za ATP.
Mehanizam za rasklapanje globularnih proteina je nužno generalan, ali donekle zavisi i od aminokiselinskog niza. Pokazano je da duge sekvence naizmeničnog glicina i alanina inhibiraju rasklapanje supstrata, smanjujući efikasnost proteazomske razgradnje. To rezultira oslobađanjem delimično razgrađenih nusprodukata, verovatno usled rasparivanja hidrolize ATP i koraka rasklapanja. Takva glicin-alaninska ponavljanja se takođe mogu naći u prirodi, na primer u svilenom fibroinu. Specifično, određeni genski proizvodi Epštajn-Barovog virusa koji sadrže ovu sekvencu mogu da zaustave proteazom, pomažući virusu da se razmnoži sprečavanjem prezentacije antigena na glavnom kompleksu histokompatibilnosti.

### Proteoliza
Mehanizam proteolize pomoću β podjedinica 20S jezgra čestice se odvija putem nukleofilnog napada zavisnog od treonina. Ovaj mehanizam može da zavisi od pridruženog molekula vode za deprotonovanje reaktivnog treoninskog hidroksila. Degradacija se odvija u centralnoj komori formiranoj udruživanjem dva β prstena i obično se ne oslobađaju delimično razgrađeni proizvodi, već se supstrat usitnjava na kratke polipeptide, tipično 7–9 ostataka duge, mada oni mogu biti u opsegu od 4 do 25 ostataka, zavisno od organizma i supstrata. Biohemijski mehanizam koji određuje dužinu proizvoda nije u potpunosti okarakterisan. Iako tri katalitičke β podjedinice imaju zajednički mehanizam, one imaju nešto drugačije specifičnosti supstrata, koje se smatraju sličnim hemotripsinu, tripsinu i peptidil-glutamil-peptid-hidrolizi (PHGH). Ove varijacije specifičnosti rezultat su međusobnih kontakata sa lokalnim ostacima u blizini aktivnih mesta svake podjedinice. Svaka katalitička β podjedinica takođe poseduje konzervirani ostatak lizina koji je neophodan za proteolizu.
Iako proteazom obično proizvodi vrlo kratke fragmente peptida, u nekim slučajevima ovi proizvodi su i biološki aktivni i funkcionalni molekuli. Određeni transkripcioni faktori koji regulišu ekspresiju specifičnih gena, uključujući jednu komponentu sisarskog kompleksa NF-κB, sintetišu se kao neaktivni prekurzori čijom se ubikvitacijom i naknadnom proteazomskom razgradnjom formira aktivna forma. Takva aktivnost zahteva da proteazom preseče unutrašnjost supstratnog proteina, a ne da ga progresivno razgrađuje sa jednog kraja. Smatra se da duge petlje na površinama ovih proteina služe kao proteazomalni supstrati i da ulaze u centralnu šupljinu, dok veći deo proteina ostaje izvan. Slični efekti primećeni su kod kvašćanih proteina; ovaj mehanizam selektivne razgradnje poznat je kao regulirana obrada zavisna od ubikvitina/proteazoma (RUP).

### Degradacija nezavisna od ubikvitina
Iako većina proteazomalnih supstrata mora da bude ubikvitinirana, pre nego što se razgrade, postoje izuzeci od ovog opšteg pravila, posebno kada proteazom igra normalnu ulogu u posttranslacijskoj obradi proteina. Proteazomalna aktivacija NF-kB preradom  u p50 internom proteolizom je jedan od glavnih primera. Neki proteini za koje je hipotetizovano da su nestabilni zbog intrinstično nestrukturiranih regiona, razgrađuju se na način koji je nezavisan od ubikvitina. Najpoznatiji primer proteazomnog supstrata nezavisnog od ubikvitina je enzim ornitin dekarboksilaza. Prijavljeni su i mehanizmi nezavisni od ubikvitina koji ciljaju ključne regulatore ćelijskog ciklusa, kao što je p53, iako je p53 takođe podložan degradaciji koja zavisi od ubikvitina. Konačno, strukturno abnormalni, pogrešno sklopljeni ili visoko oksidovani proteini takođe su podložni degradaciji nezavisnoj od ubikvitina i 19S-nezavisnoj degradaciji u uslovima ćelijskog stresa.

## Evolucija
Proteazom 20S je sveprisutan i esencijalan kod eukariota. Neki prokarioti, uključujući mnoge arheje i bakterijski red Actinomycetales, takođe imaju homologe 20S proteazoma, dok većina bakterija poseduje gene toplotnog udara hslV i hslU, čiji su genski proizvodi multimerne proteaze raspoređene u dvoslojnom prstenu i ATPaza. Pretpostavlja se da je protein hslV sličan mogućem pretku 20S proteazoma. Generalno, HslV nije esencijalan u bakterijama i nemaju ga sve bakterije, dok neki protisti poseduju 20S i hslV sisteme. Mnoge bakterije takođe poseduju druge homologe proteazoma i pridružene ATPaze, ponajviše  i . Ova redundantnost objašnjava zašto HslUV sistem nije esencijalan.
Analiza redosleda sekvenci sugeriše da su se katalitičke β podjedinice razišle ranije u evoluciji od pretežno strukturnih α podjedinica. U bakterijama koje izražavaju 20S proteazom, β podjedinice imaju visok nivo sekventne identičnosti sa arhejskim i eukariotskim β podjedinicama, dok je nivo identičnosti α sekvenci mnogo niži. Prisustvo 20S proteazoma u bakterijama može biti rezultat lateralnog prenosa gena, dok se diversifikacija podjedinica među eukariotima pripisuje višestrukim događajima dupliranja gena.

## Kontrola ćelijskog ciklusa
Progresija ćelijskog ciklusa je regulisana uređenim delovanjem od ciklina zavisnih kinaza (CDK), aktiviranih specifičnim ciklinima koji demarkiraju faze ćelijskog ciklusa. Mitotični ciklini, koji u ćeliji ostaju samo nekoliko minuta, imaju jedan od najkraćih životnih vekova od svih intraćelijskih proteina. Nakon što CDK-ciklinski kompleks izvrši svoju funkciju, pridruženi ciklin se poliubikvitinira i uništava proteazomom, što omogućava usmerenost ćelijskog ciklusa. Konkretno, za izlazak iz mitoze potrebna je od protezoma zavisna disocijacija regulatorne komponente ciklin B od kompleksa faktora promovisanja mitoze. U ćelijama kičmenjaka, „proklizavanje” kroz mitotičku kontrolnu tačku dovodi do prevremenog izlaska iz faze M, uprkos kašnjenja ovog izlaza na kontrolnoj tački vretena.
Ranije kontrolne tačke ćelijskog ciklusa, kao što su provera postrestrikcione tačke između G1 faze i S faze, takođe uključuju proteazomalnu degradaciju ciklina A, čiju ubikvitinaciju promoviše kompleks za promociju anafaze (APC), E3 ubikvitinska ligaza. APC i proteinski kompleks Skp1/Cul1/F-kutija (SCF kompleks) su dva ključna regulatora ciklinske razgradnje i kontrolne tačke; sam SCF se reguliše APC-om preko ubikvitinacije adapterskog proteina, Skp2, što sprečava aktivnost SCF pre G1-S tranzicije.
Pojedinačne komponente 19S čestice imaju svoje regulatorne uloge. Gankirin, nedavno identifikovani onkoprotein, jedan je od 19S potkomponenti koji se takođe čvrsto veže za kinazu zavisnu od ciklina CDK4 i igra ključnu ulogu u prepoznavanju ubikvitinisanog p53, zahvaljujući njegovom afinitetu za ubikvitinsku ligazu MDM2. Gankirin je anti-apoptotičan i pokazalo se da je prekomerno izražen u nekim tipovima ćelija tumora, kao što je hepatocelularni karcinom.

### Regulacija biljnog rasta
U biljkama, signalizacija pomoću auksina ili fitohormona koji određuju smer i tropizam rasta biljaka, indukuje ciljanje klase represora transkripcionih faktora poznate kao Aux/IAA proteini za proteazomalnu degradaciju. Ovi proteini su ubikvitinisani posredstvom SCFTIR1, ili SCF u kompleksu sa auksinskim receptorom TIR1. Degradacija Aux/IAA proteina derepresuje transkripcione faktore u porodici auksin-responsnih faktora (ARF) i indukuje ARF-usmerenu ekspresiju gena. Ćelijske posledice ARF aktiviranja zavise od tipa biljke i faze razvića, ali su uključene u usmeravanje rasta u korenima i lisnim venama. Smatra se da specifični odgovor na ARF derepresiju posredovan specifičnostima u uparivanju pojedinačnih ARF i Aux/IAA proteina.

### Apoptoza
Unutrašnji i spoljni signali mogu dovesti do indukcije apoptoze ili programirane ćelijske smrti. Rezultirajuća dekonstrukcija ćelijskih komponenti prvenstveno se vrši posredstvom specijalizovanih proteaza poznatih kao kaspaze, ali proteazom takođe igra važne i raznolike uloge u apoptotičkom procesu. Na uključenost proteazoma u ovaj proces ukazuje povećanje ubikvitacije proteina, i prisustva enzima E1, E2 i E3, što je uočeno i pre apoptoze. Tokom apoptoze je primećeno da proteazomi lokalizovani u jedru bivaju translocirani na blebove spoljašnje membrane karakteristične za apoptozu.
Inhibicija proteazoma ima različite efekte na indukciju apoptoze u različitim tipovima ćelija. Generalno, proteazom nije neophodan za apoptozu, iako je njegova inhibicija proapoptotička kod većine ćelijskih tipova koji su proučavani. Apoptoza je posredovana prekidom regulisane razgradnje proteina ćelijskog ciklusa rasta. Međutim, neke ćelijske linije - naročito primarne kulture mirujućih i diferenciranih ćelija poput timocita i neurona - bivaju sprečene u podleganju apoptozi izlaganjem proteazomskim inhibitorima. Mehanizam ovog efekta nije jasan, ali se pretpostavlja da je specifičan za ćelije u mirovanju ili da je rezultat diferencijalne aktivnosti proapoptotičke kinaze JNK. Sposobnost proteazomnih inhibitora da indukuju apoptozu u ćelijama koje se brzo dele, iskorišćena je u nekoliko nedavno razvijenih sredstava za hemoterapiju, kao što su bortezomib i salinosporamid A.

## Respons na ćelijski stres
U responsu na ćelijske stresove - poput infekcije, toplotnog udara ili oksidativnog oštećenja - izražavaju se proteini toplotnog udara koji identifikuju pogrešno sklopljene ili nesklopljene proteine i ciljaju ih za proteazomalnu razgradnju. Hsp27 i Hsp90 su šaperonski proteini koji su povezani sa povećanom aktivnosti ubikvitin-proteazomnog sistema, iako oni nisu direktni učesnici u procesu. S druge strane, Hsp70 veže izložene hidrofobne segmente na površini pogrešno sklopljenih proteina i regrutuje E3 ubikvitinske ligaze, kao što je CHIP, da bi označio proteine za proteazomalnu razgradnju.  protein (karboksilni kraj proteina koji deluje sa Hsp70) sam je regulisan inhibicijom interakcija između E3 enzima CHIP i njegovog E2 vezujućeg partnera.
Slični mehanizmi postoje za promovisanje razgradnje oksidativno oštećenih proteina preko proteazomskog sistema. Proteazomi lokalizovani u jezgru su regulisani PARP-om i aktivno razgrađuju nepodesno oksidovane histone. Oksidovani proteini koji često formiraju velike amorfne agregate u ćeliji mogu se direktno razgraditi pomoću 20S sržnih čestica bez 19S regulacione kape i ne zahtevaju ATP hidrolizu ili obeležavanje ubikvitinom. Međutim, visok nivo oksidativnog oštećenja povećava stupanj umrežavanja proteinskih fragmenata, čineći agregate otpornim na proteolizu. Veći broj i veličina tako visoko oksidovanih agregata povezani su sa starenjem.
Disregulacija ubikvitin proteazomnog sistema može biti izražena u nekoliko neuronskih bolesti. To može dovesti do tumora mozga poput astrocitoma. Kod nekih pozno-nastajućih neurodegenerativnih bolesti koje ispoljavaju nakupljanje pogrešno sklopljenih proteina kao zajedničku karakteristiku, kao što su Parkinsonova bolest i Alchajmerova bolest, veliki nerastvorljivi agregati pogrešno sklopljenih proteina mogu se formirati i potom dovesti do neurotoksičnosti, kroz mehanizme koji još nisu dobro poznati. Smatra se da je smanjena aktivnost proteazoma jedan od uzroka agregacije i formiranja Levijevih tela kod Parkinsona. Ovu hipotezu potkrepljuje zapažanje da su kvaščani modeli Parkinsona podložniji toksičnosti iz α-sinukleina, glavne proteinske komponente Levijevih tela, u uslovima niske aktivnosti proteazoma. Smanjena proteazomalna aktivnost može biti jedan od uzroka kognitivnih poremećaja kao što su poremećaji spektra autizma, i mišićnih i nervnih oboljenja, kao što je inkluziona telesna miopatija.

## Uloga u imunskom sistemu
Proteazom igra jednostavnu, ali kritičnu ulogu u funkciji adaptivnog imunskog sistema. Peptidni antigeni su prikazani pomoću proteina klase I glavnog kompleksa histokompatibilnosti (MHC) na površini antigen-prezentirajućih ćelija. Ovi peptidi su proizvodi proteazomske razgradnje proteina nastalih od invazivnog patogena. Iako konstitutivno izraženi proteazomi mogu učestvovati u ovom procesu, specijalizovani kompleks sastavljen od proteina čija ekspresija indukuje interferon gama su primarni proizvođači peptida koji su po veličini i sastavu optimalni za vezivanje MHC-a. Ovi proteini čija se ekspresija povećava tokom imunološkog odgovora uključuju 11S regulatornu česticu, čija je glavna poznata biološka uloga regulisanje proizvodnje MHC liganda, i specijalizovanih β podjedinica zvanih β1i, β2i, i β5i sa izmenjenom supstratnom specifičnošću. Kompleks formiran sa specijalizovanim β podjedinicama poznat je kao imunoproteazom. Druga varijanta β5i, podjedinica β5t, izražena je u timusu, što dovodi do specifičnog za timus „tireoproteazoma” čija je funkcija još uvek nejasna.
Jačina vezivanja liganda MHC klase I zavisi od sastava ligandovog C-kraja, jer se peptidi vezuju vodoničnim vezivanjem i bliskim kontaktima sa regionom zvanim „B džep” na MHC površini. Mnogi aleli MHC klase I preferiraju hidrofobne C-terminalne ostatke, a imunoproteazomski kompleks je verovatniji da stvara hidrofobne C-terminise.
Zbog svoje uloge u stvaranju aktiviranog oblika NF-κB, antiapoptotičkog i proupalnog regulatora ekspresije citokina, proteazomalna aktivnost je povezana sa upalnim i autoimunskim bolestima. Povećani nivoi proteazomske aktivnosti koreliraju sa aktivnostima bolesti i povezani su sa autoimunskim bolestima uključujući sistemski eritematozni lupus i reumatoidni artritis.
Proteazom je takođe uključen u unutarćelijsku antitelom-posredovanu proteolizu viriona vezanih za antitelo. Na ovom neutralizacionom putu, TRIM21 (protein iz porodice tripartitnih motiva) se veže sa imunoglobulinom G da bi usmerio virion u proteazom, gde biva razgrađen.

## Proteazomski inhibitori
Proteazomski inhibitori ispoljavaju efektivno anti-tumorsko dejstvo u ćelijskoj kulturi, indukujući apoptozu ometanjem regulisane razgradnje proteina ćelijskog ciklusa rasta. Ovakav pristup selektivne indukcije apoptoze u ćelijama tumora pokazao se efikasnim u životinjskim modelima i u kliničkim ispitivanjima.
Laktacistin, prirodni proizvod koji sintetiše bakterija Streptomyces, bio je prvi nepeptidni proteazomni inhibitor koji je otkriven i koji se široko koristi kao istraživačko sredstvo u biohemiji i ćelijskoj biologiji. Laktacistin je licenciralo preduzeće Miogeniks/Proskript, koje je otkupila firma Milenijum Farmaceutikals, sada deo Takede. Laktacistin kovalentno modifikuje amino-terminalni treonin katalitičke β podjedinice proteazoma, naročito β5 podjedinicu koja je odgovorna za proteazomsku aktivnost sličnu himotripsinu. Ovo otkriće pomoglo je da se proteazom uspostavi kao mehanistički nova klasa proteaze: amino-terminalna treoninska proteaza.
Bortezomib (borirani MG132), molekul koji je razvilo preduzeće Milenijum Farmaceutikals i koji se prodaje kao Velkad, prvi je proteazomski inhibitor koji je našao kliničku primenu kao hemoterapijsko sredstvo. Bortezomib se koristi u tretmanu multiplog mijeloma. Za multipli mijelom je uočeno da dovodi do povećanih nivoa peptida formiranih dejstvom proteazoma u kvrnom serumu. Koncentracije tih peptida se smanjuju na normalne nivoe kao odgovor na uspešnu hemoterapiju. Studije na životinjama pokazale su da bortezomib takođe može imati klinički značajne efekte kod raka pankreasa. Predklinička i rana klinička ispitivanja započela su radi ispitivanja efikasnosti bortezomiba u lečenju drugih karcinoma povezanih sa B-ćelijama, posebno nekih tipova nehodžkinovog limfoma. Klinički rezultati isto tako opravdavaju upotrebu proteazomskih inhibitora u kombinaciji sa hemoterapijom, za akutnu limfoblastičnu leukemiju B-ćelija. Proteazomni inhibitori mogu usmrtiti neke tipove kultivisanih ćelija leukemije koje su rezistentne na glukokortikoide.
Molekul ritonavir, u prodaji kao Norvir, razvijen je kao proteazni inhibitor i korišten je za tretiranje HIV infekcije. 
Međutim, pokazalo se da inhibira proteazome kao i slobodne proteaze; specifičnije, ritonavir inhibira proteazomnu aktivnost koja je nalik na himotripsin, dok je aktivnost slična tripsinu donekle pojačana. Studije na životinjskim modelima ukazuju na to da ritonavir može  da ima inhibitorni efekat na rast ćelija glioma.
Proteazomni inhibitori su takođe pokazali obećavajuće rezultate u lečenju autoimunih bolesti na životinjskim modelima. Na primer, studije na miševima sa presađenom ljudskom kožom pokazale su smanjenje veličine lezija usled psorijaze nakon lečenja proteazomnim inhibitorom. Inhibitori takođe pokazuju pozitivne efekte u glodarskim modelima astme.
Obeležavanje i inhibicija proteazoma takođe je od interesa za laboratorijske postavke i za in vitro i in vivo istraživanje proteazomske aktivnosti u ćelijama. Najčešće korišćeni laboratorijski inhibitori su laktacistin i peptidni aldehid MG132 koji je inicijalno razvila laboratorija Goldberg. Fluorescentni inhibitori su takođe razvijeni da specifično obeležavaju aktivna mesta sklopljenog proteazoma.

## Klinički značaj
Proteazom i njegove podjedinice su od kliničkog značaja iz najmanje dva razloga: (1) kompromitovani kompleksni sklop ili disfunkcionalni proteazom mogu biti povezani sa osnovom patofiziologije specifičnih bolesti, i (2) oni se mogu koristiti kao mete za lekove u terapeutskim intervencijama. U novije vreme uloženo je više napora da se razmotri proteazom za razvoj novih dijagnostičkih markera i strategija. Poboljšano i sveobuhvatno razumevanje patofiziologije proteazoma trebalo bi da dovede do kliničkih primena u budućnosti.
Proteazomi formiraju središnju komponentu ubikuitin-proteazomnog sistema (UPS) i odgovarajuće ćelijske kontrole kvaliteta proteina (PKC). Ubikvitacija proteina i naknadna proteoliza i razgradnja proteazomom su važni mehanizmi u regulaciji ćelijskog ciklusa, ćelijskom rastu i diferencijaciji, transkripciji gena, transdukciji signala i apoptozi. Nakon toga, kompromitovani kompleks i funkcija proteazoma dovode do smanjenja proteolitičkih aktivnosti i nakupljanja oštećenih ili pogrešno sklopljenih proteina. Takvo nagomilavanje proteina može doprineti patogenezi i fenotipskim karakteristikama neurodegenerativnih bolesti, kardiovaskularnim bolestima, upalnim odgovorima i autoimunskim bolestima, i sistemskim odgovorima oštećenja DNK koja dovode do malignih oboljenja.
Nekoliko eksperimentalnih i kliničkih studija je pokazalo da aberacije i deregulacije UPS doprinose patogenezi nekoliko neurodegenerativnih i miodegenerativnih poremećaja, uključujući Alchajmerovu bolest, Parkinsonovu bolest i Pikovu bolest, amiotofičnu lateralnu sklerozu (ALS), Hantingtonovu bolest, Krojcfeldt-Jakobovu bolest, i motorno neuronske bolesti, poliglutaminske (PolyQ) bolesti, mišićne distrofije i nekoliko retkih oblika neurodegenerativnih bolesti povezanih sa demencijom. Kao deo ubikvitin-proteazomnog sistema (UPS), proteazom održava srčanu proteinsku homeostazu i na taj način igra značajnu ulogu u srčanom ishemijskom oštećenju, ventrikularnoj hipertrofiji i zatajenju srca. Uz to, gomilaju se dokazi da UPS igra ključnu ulogu u malignoj transformaciji. UPS proteoliza igra veliku ulogu u odgovorima ćelija raka na stimulativne signale koji su kritični za razvoj raka. Shodno tome, ekspresija gena degradacijom transkripcionih faktora, kao što su p53, c-Jun, c-Fos, NF-κB, c-Myc, HIF-1α, MATα2, STAT3, sterolom regulisani proteini vezivanja elemenata i androgeni receptori su svi kontrolisani putem UPS-a i na taj način uključeni u razvoj raznih maligniteta. Štaviše, UPS reguliše razgradnju tumorsko supresorskih gena  kao što je adenomatozna polipoza koli (APC) kod kolorektalnog karcinoma, retinoblastoma (Rb) i fon Hipel-Lindau supresora tumora (VHL), kao i niz proto-onkogena (Raf, Myc, Myb, Rel, Src, Mos, Abl). UPS je takođe uključen u regulaciju upalnih reakcija. Ova aktivnost se obično pripisuje ulozi proteazoma u aktivaciji NF-κB, čime se dalje reguliše ekspresija proupalnih citokina poput TNF-α, IL-β, -8, adhezivnih molekula (ICAM-1, VCAM-1, P-selektin), prostaglandini i azotni oksid (NO). Pored toga, UPS takođe igra ulogu u upalnim reakcijama kao regulatorima proliferacije leukocita, uglavnom proteolizom ciklina i degradacijom CDK inhibitora. Konačno, pacijenti sa autoimunskom bolešću sa SLE, Šegrenovim sindromom i reumatoidnim artritisom (RA) uglavnom pokazuju cirkulišuće proteazome koji se mogu primeniti kao klinički biomarkeri.

## Literatura
- Glickman, Michael H.; Adir, Noam (2004). „The Proteasome and the Delicate Balance between Destruction and Rescue”. PLoS Biology. 2 (1): e13. PMC 314468 . PMID 14737189. doi:10.1371/journal.pbio.0020013.
- „The Yeast 26S Proteasome with list of subunits and pictures”. Архивирано из оригинала 18. 06. 2013. г.
- Ciechanover, A (2005). „Early work on the ubiquitin proteasome system, an interview with Aaron Ciechanover”. Cell Death and Differentiation. 12 (9): 1167—77. PMID 16094393. doi:10.1038/sj.cdd.4401691.
- Hershko, A (2005). „Early work on the ubiquitin proteasome system, an interview with Avram Hershko”. Cell Death and Differentiation. 12 (9): 1158—61. PMID 16094391. doi:10.1038/sj.cdd.4401709.
- Adams, J (2005). „Early work on the ubiquitin proteasome system, an interview with Irwin Rose”. Cell Death and Differentiation. 12 (9): 1162—6. PMID 16094392. doi:10.1038/sj.cdd.4401700.
- Cvek, B; Dvorak, Z (2007). „Targeting of nuclear factor-kappaB and proteasome by dithiocarbamate complexes with metals”. Current pharmaceutical design. 13 (30): 3155—67. PMID 17979756. doi:10.2174/138161207782110390. Архивирано из оригинала 29. 07. 2012. г. Приступљено 25. 08. 2018.
- Lodish H, Berk A, Matsudaira P, Kaiser CA, Krieger M, Scott MP, Zipursky SL, Darnell J (2004). „3”. Molecular cell biology (5th изд.). New York: W.H. Freeman and CO. стр. 66—72. ISBN 0-7167-4366-3.

## Spoljašnje veze
- (језик: енглески)
- (језик: енглески)